# Davantal

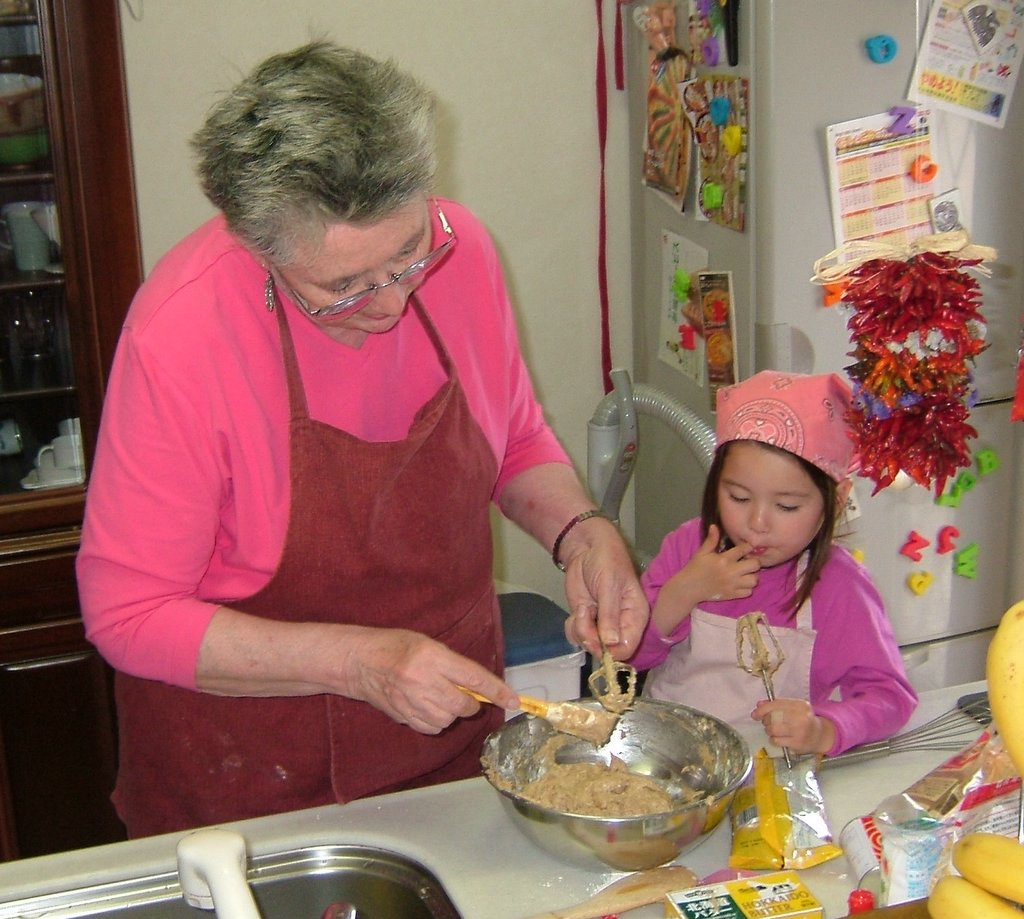
Àvia i neta amb davantals

Un davantal és una peça de vestir que generalment cobreix el davant del cos per a resguardar el vestit. És una peça que cobreix la cintura i la faldilla, de vegades també el pit, i que penja de les espatlles amb tirants i se sol cordar darrere fent un nus o llaçada amb dues vetes. El davantal pot tenir butxaques. La falda del davantal pot ser molt curta, fins a sota els malucs o pot arribar fins als turmells, però els tradicionals i encara ara els més habituals solen arribar uns dits més amunt dels genolls. A Eivissa i Formentera, per exemple, el davantal tradicional és llarg.

## Ús

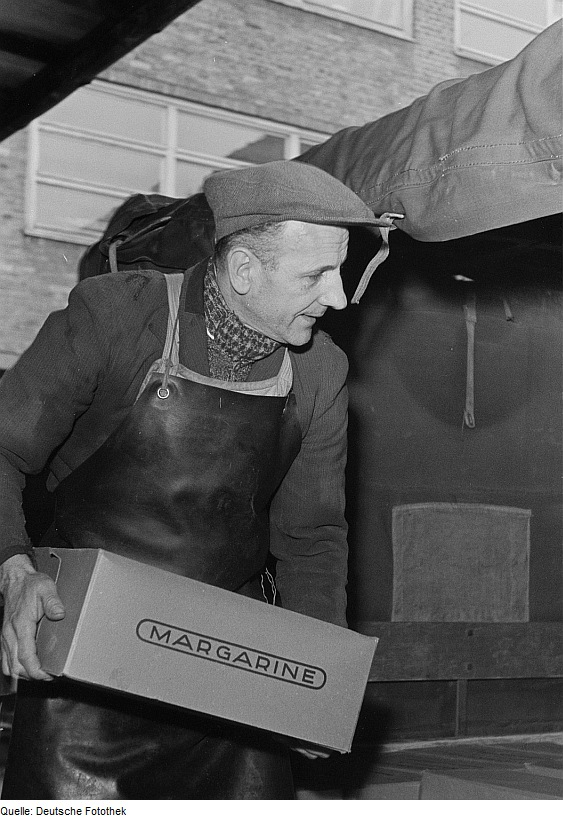
Home treballant amb davantal

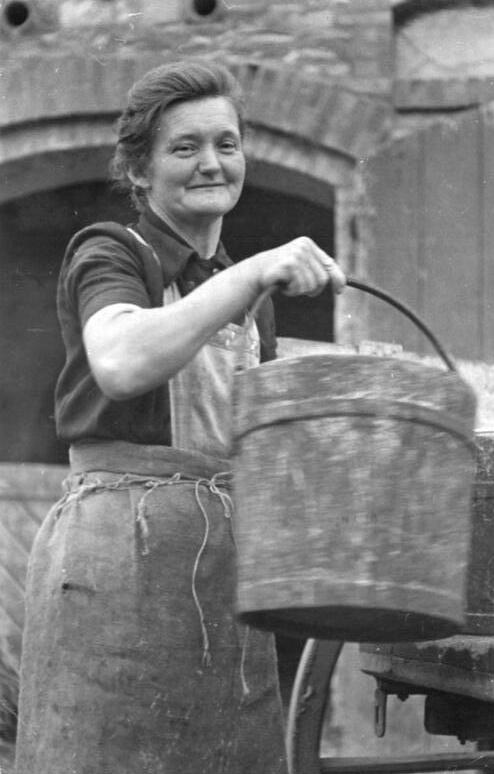
Dona treballant amb davantal

S'utilitza a molts oficis, com cambrers, cuiners, venedors al mercat, ceramistes, etc. Alguns oficis han substituït l'antic davantal per la granota. També s'usa a casa per a realitzar certes tasques domèstiques, com netejar o cuinar, i els nens petits n'usaven per a pintar i dibuixar a l'escola, tot i que actualment porten generalment una bata.

## Indumentària tradicional

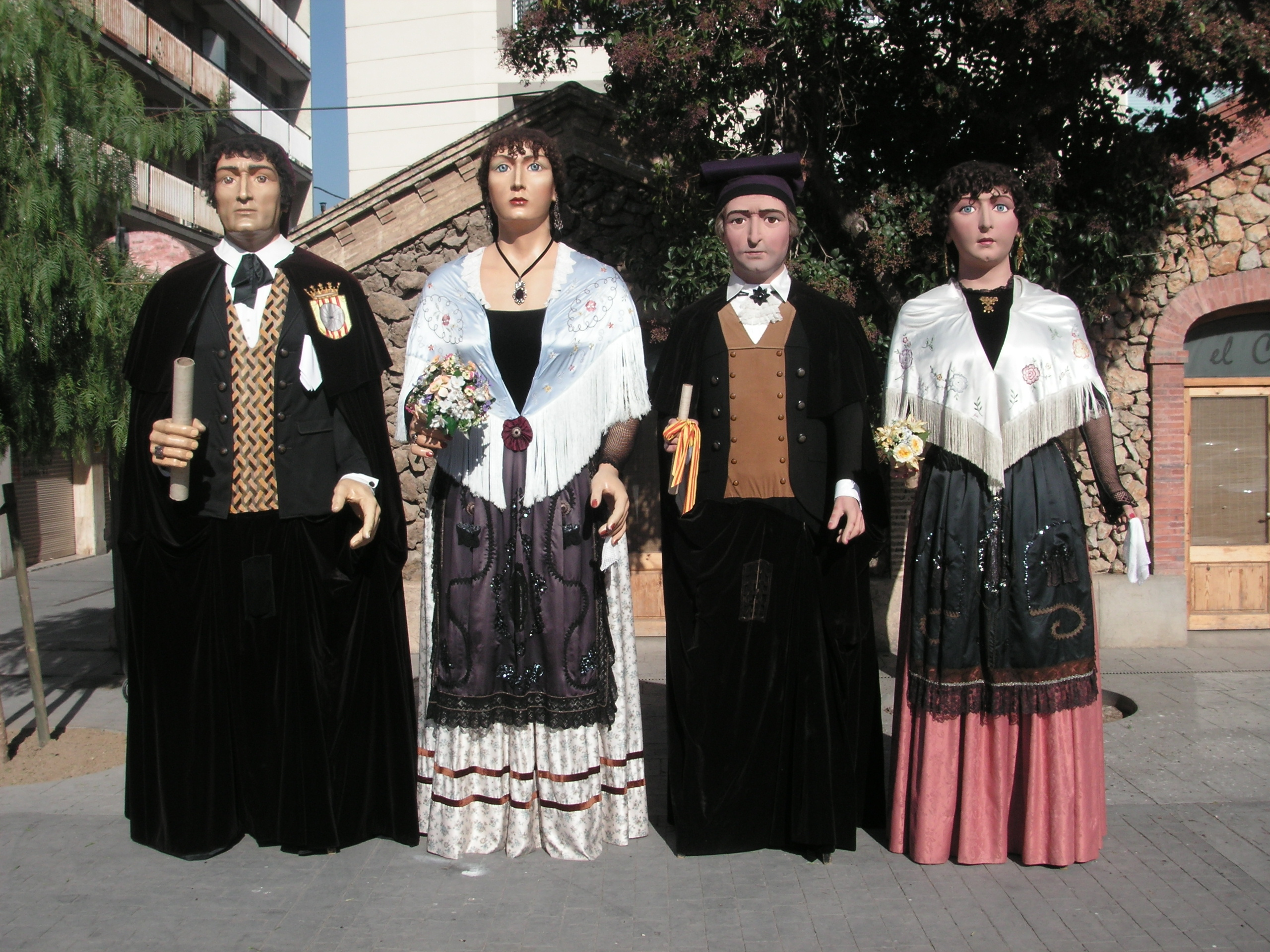
Les gegantes de Molins de Rei porten davantals negres

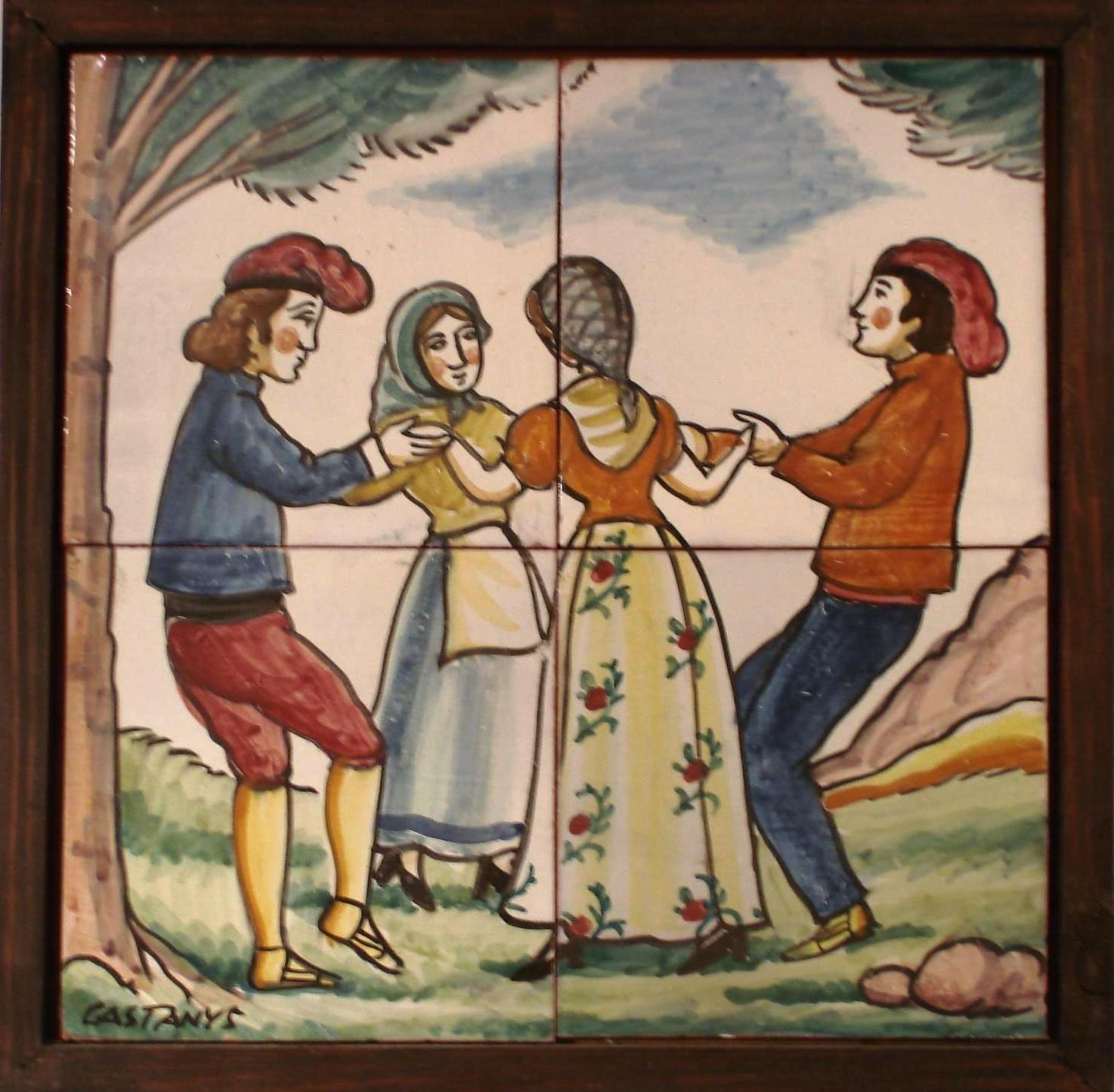
Dona ballant amb davantal

El davantal és part de la indumentària tradicional catalana femenina, i el porten també, per exemple, gegantes, falleres, la pubilla i la castanyera. També és tradicional a la indumentària tradicional d'altres cultures europees, a les quals sol ser típicament blanc o negre, tot i que pot tenir altres colors.
No s'ha de confondre amb el faldellí.

## Cultura popular
Al Montseny hi ha una llegenda a la qual el protagonista és un davantal: Al Gorg Negre que hi ha més avall de Sant Segimon hi viuen els encantats, que un dia es van presentar a una dona que hi passava. Li van dir que si ella volia, li farien un regal, però que havia de ser una sorpresa, que només podria conèixer en passar el riu. Ella va acceptar i li van omplir el davantal amb alguna cosa sense forma aparentment molt definida i molt pesant, que havia de portar amb la vora del davantal recollida cap amunt, embolicant-lo. La dona no va mirar gens, per a no perdre el regal. De tornada a casa seva, a mesura que es feia més i més feixuc portar aquell pes, no podia deixar de demanar-se què hi podia haver i la seva curiositat creixia amb força. Va fer bona part del camí, fins a un moment en què no va poder resistir més la temptació i va mirar una mica: i es va sorprendre veient segó. Va obrir completament el davantal i va comprovar que només hi havia segó. Molt emprenyada, va passar el riu i va entrar a casa seva. Llavors, de cua d'ull va veure una cosa petita que brillava a la vora del davantal, com si s'hi hagués quedat enganxada alguna cosa: era una petita moneda d'or. Aleshores va comprendre que havia estat portant gairebé tot el camí una faldada d'or, però que els encantats l'havien castigat per haver mirat abans i li havien convertit en segó.
També hi ha cançons populars catalanes amb el davantal com a protagonista a tots els Països Catalans, fins i tot a L'Alguer.

## El davantal o mandil com a element ritualístic a laFrancmaçoneria

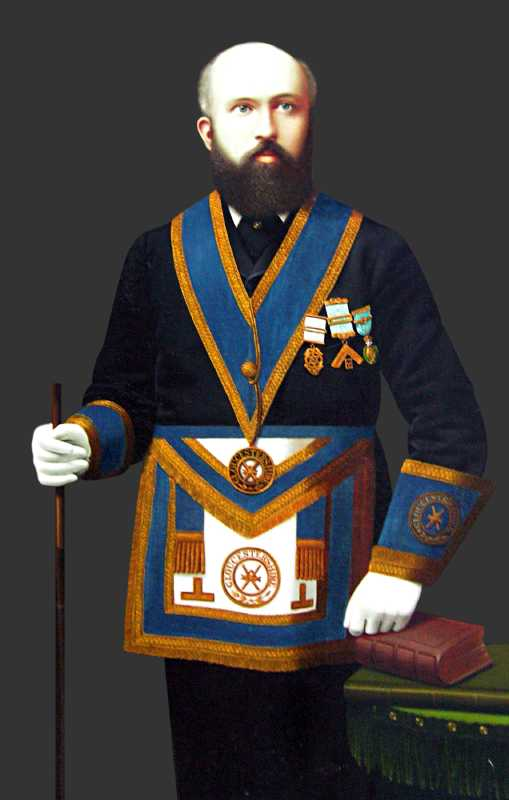
Francmaçó amb el seu Mandil

El Mandil té un rol essencial en els diferents rituals de la Francmaçoneria pel fet que aquesta descendeix dels antics gremis de constructors de catedrals de l'edat mitjana, i utilitzaven aquesta indumentària per protegir-se dels rigors propis d'aquell tipus de treball.
La Francmaçoneria en els seus diferents ritus i graus ha conservat l'ús d'aquest element com a mostra del treball i servei que ha de mostrar tot membre de l'ordre, sense perjudici dels altres significats que cada ritu i grau francmaçònic feu d'aquesta peça.